# مفارقة جيفونز

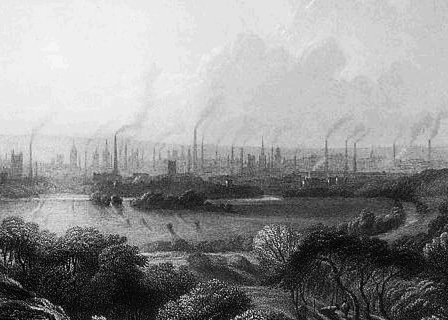

تحدث مفارقة جيفونز (أو تأثير جيفونز) في الاقتصاد عندما يُزيد التقدم التكنولوجي أو السياسة الحكومية من الكفاءة التي يُستخدم بها المورد، وارتفاع معدل استهلاك ذلك المورد بسبب زيادة الطلب عليه. ربما تكون مفارقة جيفونز المفارقة الأكثر شهرة على نطاق واسع في الاقتصاد البيئي. تفترض الحكومات ودعاة حماية البيئة عمومًا أن مكاسب الكفاءة ستقلل من استهلاك الموارد متجاهلة تشكّل المفارقة.
لاحظ الاقتصادي الإنجليزي وليام ستانلي جيفونز في عام 1865 أن التحسينات التكنولوجية التي زادت من كفاءة استخدام الفحم أدت إلى زيادة استهلاك الفحم في مجموعة واسعة من الصناعات.
أعاد اقتصاديو العصر الحديث الذين يدرسون آثار ارتفاع الاستهلاك من تحسين كفاءة استخدام الطاقة دراسة هذه المسألة. تقلل الكفاءة المحسّنة أيضًا من التكلفة النسبية لاستخدام المورد مما يزيد من الكمية المطلوبة، وذلك بالإضافة إلى تقليل الكمية اللازمة لاستخدام معين. تعمل الكفاءة المحسّنة على زيادة الواردات الحقيقية وتسريع النمو الاقتصادي مما يزيد من الطلب على الموارد. تحدث مفارقة جيفونز عندما يسود التأثير الناتج عن زيادة الطلب، وتزيد الكفاءة المحسّنة من سرعة استخدام الموارد.
تشكّل جدل كبير حول حجم الارتفاع في كفاءة الطاقة وأهمية مفارقة جيفونز في الحفاظ على الطاقة. يستبعد البعض وجود المفارقة ويعتبر البعض السعي لتحقيق الاستدامة من خلال زيادة كفاءة الطاقة هو هزيمة ذاتية بحد ذاته. اقترح بعض الاقتصاديين البيئيين أن تقترن مكاسب الكفاءة بسياسات الحفاظ التي تحافظ على تكلفة الاستخدام كما هي (أو أعلى) لتجنب مفارقة جيفونز. يمكن استخدام سياسات الحفظ التي تزيد من تكلفة الاستخدام (مثل الحد الأقصى والضرائب التجارية أو الخضراء) للتحكم في تأثير الارتفاع.

## التاريخ
وُصفت مفارقة جيفونز لأول مرة من قبل الاقتصادي الإنجليزي ويليام ستانلي جيفونز في كتابه الذي صدر في عام 1865 بعنوان مسألة الفحم. لاحظ جيفونز أن استهلاك إنجلترا للفحم ارتفع بعد تقديم المخترع والعالم جيمز وات لمحرك وات البخاري، وأثبت ذلك كفاءة محرك البخار الذي يعمل بالفحم على تصميم المحرك السابق للمخترع توماس نيوكومين. جعلت ابتكارات وات من الفحم مصدر طاقة أكثر فعالية من حيث التكلفة، وأدى ذلك إلى زيادة استخدام محرك البخار في مجموعة واسعة من الصناعات. جادل جيفونز بأن التحسينات في كفاءة استهلاك الوقود تميل إلى زيادة (بدلاً من تقليل) استخدام الوقود، وكتب: «إنه من الخلط بين الأفكار أن نفترض أن الاستخدام الاقتصادي للوقود يعادل الاستهلاك المتناقص والعكس صحيح».
أعرب كثيرون في بريطانيا حينها عن قلقهم من التضاؤل السريع في احتياطيات الفحم، ورأى بعض الخبراء أن تحسين التكنولوجيا سوف يقلل من استهلاك الفحم. جادل جيفونز في صحة هذا الرأي، وذلك لأن الزيادة في الكفاءة قد تميل إلى زيادة استخدام الفحم. يميل تحسين التكنولوجيا إلى زيادة معدل استنزاف رواسب الفحم في إنجلترا، ولا يمكن الاعتماد عليه لحل المشكلة.
ركز جيفونز على مسألة الفحم ولكن المفهوم امتد ليشمل استخدام أي مورد بما في ذلك استخدام المياه والاتصال الشخصي. ربما تكون هذه المفارقة الأكثر شهرة في الاقتصاد البيئي.

## السبب
لاحظ الاقتصاديون ميل المستهلكين إلى السفر أكثر عندما تكون سياراتهم أكثر كفاءة في استهلاك الوقود مما يسبب ارتفاعًا في الطلب على الوقود. تؤدي الزيادة في كفاءة استخدام مورد (مثل الوقود) إلى انخفاض في تكلفة استخدام هذا المورد عند قياسه من حيث ما يمكنه تحقيقه كالسفر. إن انخفاض تكلفة (أو سعر) السلعة أو الخدمة سيزيد من الكمية المطلوبة حسب قانون الطلب. سيسافر المستهلكون أكثر مع انخفاض تكلفة السفر مما يزيد من الطلب على الوقود. تُعرف هذه الزيادة في الطلب بتأثير الارتفاع، وقد تكون أو لا تكون كبيرة بما يكفي لتعويض الانخفاض الأصلي في استخدام الوقود عن زيادة الكفاءة. تحدث مفارقة جيفونز عندما يكون تأثير الارتفاع أكبر من 100% متجاوزًا مكاسب الكفاءة الأصلية.
يعتمد حجم تأثير الارتفاع المباشر على مرونة سعر الطلب على السلعة. ستنخفض تكلفة السفر الفعلي إلى النصف إذا ظل سعر الوقود ثابتًا وضوعفت الكفاءة، وذلك في سوق تنافسي تمامًا حيث يكون الوقود هو المورد الوحيد المستخدم.

## فرضية خازوم-بروكس
راجع الاقتصاديان دانييل خازوم وليونارد بروكس مفارقة جيفونز لحالة استخدام الطاقة في المجتمع في الثمانينيات. جادل بروكس وهو كبير الاقتصاديين في هيئة الطاقة الذرية بالمملكة المتحدة بأن محاولات خفض استهلاك الطاقة عن طريق زيادة كفاءة الطاقة ستؤدي ببساطة إلى زيادة الطلب على الطاقة في الاقتصاد ككل. ركز خازوم على النقطة الأضيق المتمثلة في احتمال تجاهل الارتفاع في معايير الأداء الإلزامية للأجهزة المنزلية التي وضعتها لجنة الطاقة في كاليفورنيا.
أطلق الخبير الاقتصادي هاري ساوندرز الفرضية القائلة بأن التحسينات في كفاءة الطاقة تعمل على زيادة (بدلاً من خفض) استهلاك الطاقة في فرضية خازوم-بروكس في عام 1992، وجادل بأن الفرضية مدعومة على نطاق واسع بواسطة نظرية النمو الكلاسيكية الجديدة (النظرية الاقتصادية الرئيسية لتراكم رأس المال والتقدم التكنولوجي والنمو الاقتصادي على المدى الطويل). أظهر ساوندرز أن فرضية خازوم-بروكس تحدث في نموذج النمو الكلاسيكي الجديد في ظل مجموعة واسعة من الافتراضات.
تميل زيادة كفاءة استخدام الطاقة إلى زيادة استهلاك الطاقة من خلال وسيلتين وفقًا لساوندرز. أولاً، إن زيادة كفاءة استخدام الطاقة يجعل استخدامها أرخص نسبيًا مما يشجع على زيادة الاستخدام (تأثير الارتفاع المباشر). ثانياً، تزيد كفاءة استخدام الطاقة من الموارد الحقيقية وتؤدي إلى زيادة النمو الاقتصادي، ويؤدي ذلك إلى زيادة استخدام الطاقة للاقتصاد ككل. عادة ما تؤدي التحسينات في كفاءة الطاقة إلى انخفاض استهلاك الطاقة حتى مع تأثير الارتفاع على مستوى الاقتصاد الجزئي (السوق الفردية).
عادة ما يكون تأثير الارتفاع أقل من 100%. تؤدي الطاقة الأكثر كفاءة والأرخص إلى نمو اقتصادي أسرع على مستوى الاقتصاد الكلي، يزيد ذلك من استخدام الطاقة في جميع أنحاء الاقتصاد. جادل ساوندرز بميل التقدم التكنولوجي الذي يحسّن كفاءة الطاقة إلى زيادة الاستخدام الكلي للطاقة، وذلك مع مراعاة كل من آثار الاقتصاد الجزئي والاقتصاد الكلي.

## سياسة الحفاظ على الطاقة
حذّر جيفونز من ميل مكاسب كفاءة استهلاك الوقود إلى زيادة استخدامه، ولكن هذا لا يعني أن تحسين كفاءة استهلاك الوقود لا قيمة له في حالة حدوث مفارقة جيفونز، وتتيح كفاءة الوقود الأعلى إنتاجًا أكبر ونوعية حياة أعلى. على سبيل المثال، سمح محرك البخار الأكثر كفاءة بنقل البضائع والأشخاص الذين ساهموا في الثورة الصناعية بشكل أرخص. إذا كانت فرضية خازوم-بروكس صحيحة فلن تؤدي زيادة كفاءة استهلاك الوقود بحد ذاتها إلى تقليل معدل استهلاك الوقود الأحفوري.
حصل جدل كبير حول حقيقة فرضية خازوم-بروكس وأهمية مفارقة جيفونز لسياسة الحفاظ على الطاقة. تتبع معظم الحكومات ودعاة حماية البيئة والمنظمات غير الحكومية سياسات تعمل على تحسين الكفاءة، وتعتبر أن هذه السياسات ستخفّض من استهلاك الموارد وتقلل من المشاكل البيئية. يشك آخرون بما في ذلك العديد من الاقتصاديين البيئيين في إستراتيجية الكفاءة هذه بالنسبة للاستدامة، ويشعرون بالقلق من أن مكاسب الكفاءة قد تؤدي في الواقع إلى زيادة الإنتاج والاستهلاك، ويرون أنه من اللازم اقتران مكاسب الكفاءة بالسياسات الأخرى التي تحد من استخدام الموارد لتخفيض استخدام الموارد. يشير اقتصاديون بيئيون آخرون إلى حدود الدليل العلمي لقابلية تطبيق مفارقة جيفونز على نطاق واسع، وذلك على الرغم من حدوثها في بعض الحالات.
تُستخدم مفارقة جيفونز أحيانًا للنقاش بخصوص عدم فعالية جهود الحفاظ على الطاقة، فيؤدي الاستخدام الأكثر كفاءة للنفط مثلًا إلى زيادة الطلب، ولن يؤدي إلى إبطاء الوصول إلى ذروة إنتاج النفط أو آثارها. عادة ما تُقدم هذه الحجة كسبب لعدم سن سياسات بيئية أو متابعة كفاءة استهلاك الوقود. أُثيرت عدة نقاط ضد هذه الحجة. أولاً، عادة ما يكون تأثير الارتفاع المباشر صغيرًا في سياق سوق متطورة مثل سوق النفط في البلدان المتقدمة، وبالتالي تؤدي زيادة كفاءة استهلاك الوقود عادةً إلى تقليل استخدام الموارد مع بقاء الظروف الأخرى ثابتة.
ثانيًا، تبقى هناك فوائد أخرى مرتبطة بتحسين الكفاءة حتى لو لم تؤدي زيادة الكفاءة إلى تقليل إجمالي كمية الوقود المستخدم. تؤدي زيادة كفاءة استهلاك الوقود مثلًا إلى التخفيف من الزيادات في الأسعار والنقص والاضطرابات في الاقتصاد العالمي المرتبطة بذروة النفط. ثالثًا، أشار الاقتصاديون البيئيون إلى أن استخدام الوقود سينخفض بشكل طبيعي إذا اقترنت زيادة الكفاءة بتدخل ما (كضرائب الوقود) أو زادت من تكلفة استخدام الوقود.
تشير مفارقة جيفونز إلى أن زيادة الكفاءة بحد ذاتها قد لا تقلل من استخدام الوقود، وأن سياسة الطاقة المستدامة يجب أن تعتمد على أنواع أخرى من التدخلات الحكومية أيضًا. يمكن استخدام مفارقة جيفونز للسيطرة على تأثير الارتفاع بما أن فرض معايير الحفظ أو التدخلات الحكومية الأخرى التي تزيد من تكلفة الاستخدام لا تُظهر المفارقة. يمكن ربط مكاسب الكفاءة بالتدخل الحكومي الذي يقلل من الطلب (مثل الضرائب الخضراء والحد الأقصى والتجارة أو المعايير الأعلى للانبعاث)، وذلك لضمان تقليل التحسينات التكنولوجية المعززة لفعالية استخدام الوقود.